# GAFAM

I loghi di GAFAM

L'acronimo GAFAM, spesso usato in una connotazione negativa,  indica nel loro assieme le 5 maggiori multinazionali dell'IT occidentali: Google, Apple, Meta, Amazon, Microsoft. Sebbene tali multinazionali si pongano in concorrenza diretta tra loro per beni e servizi offerti, il loro gigantismo e l'esser diventati una scelta obbligata, quasi dittatoriale, li accomuna e li identifica facendoli diventare oggetto di critiche per presunte pratiche scorrette quali: abuso di posizione dominante, elusione fiscale, intromissione nella vita privata dei propri utenti e violazione della loro privacy. Talvolta vengono indicate con la locuzione inglese Big Tech, ossia le aziende "giganti" della tech (tecnologia) quotate in borsa.

## Origine del fenomeno
Durante la terza rivoluzione industriale, operata dall'industria dell'IT in Occidente, emergono velocemente 5 aziende, predominanti e monopolistiche, che si estendono rapidamente soprattutto nell'area occidentale creando un complesso tecno-informatico che determina la vita di miliardi di persone. L'acronimo con cui individuarle nasce in quegli ambienti open source che promuovono la consapevolezza della distorsione politico-economica conseguente.
Ma è soprattutto in Francia che questo acronimo è associato ad una campagna di sensibilizzazione contro gli abusi della concentrazione. Nel 2001, vede la luce Framasoft, associazione no-profit sbocciata all'interno del sistema scolastico nazionale con l'intento di promuovere e diffondere una cultura informatica alternativa per il software libero. Sempre a loro si deve una campagna educativa denominata de-googliziamo internet. L'acronimo si trasforma in un meme, prendendo spunto dai fumetti e dalla storia di resistenza del villaggio gallico di Asterix; capolavoro di Uderzo. Tale campagna, sempre molto attiva, coinvolge milioni di utenti e trova spazio sulla stampa nazionale ed estera.

## Il gigantismo comune
Dal punto di vista del diritto societario, come tutti i grandi soggetti economici privati, i 5 componenti Gafam corrispondono propriamente a gruppi, estremamente complessi, controllati da holding.

### Economico
| Società           | Creazione | Prodotti simbolo                                             | Entrate principali (nel 2017 ) | Utilizzatori (Miliardi) | Capitalizzazione (In miliardi di dollari - 2022) | Acquisizioni                                                                    |
| ----------------- | --------- | ------------------------------------------------------------ | ------------------------------ | ----------------------- | ------------------------------------------------ | ------------------------------------------------------------------------------- |
| Google (Alphabet) | 1998      | Motore di ricerca, Seo, pubblicità, Intelligenza artificiale | Pubblicità (86 %)              | 1,42                    | 1 787                                            | reCAPTCHA, Waze, DoubleClick, YouTube, Android                                  |
| Apple             | 1976      | Personal computer                                            | Hardware (81 %)                | 0,85                    | 2 790                                            | Beats Electronics                                                               |
| Facebook (Meta)   | 2005      | Rete sociale, pubblicità, Intelligenza artificiale           | Pubblicità (98 %)              | 2,13                    | 610                                              | Instagram, WhatsApp, Oculus                                                     |
| Amazon            | 1994      | Commercio elettronico, Cloud computing                       | Commercio online (82 %)        | 0,244                   | 1 588                                            | Whole Foods Market                                                              |
| Microsoft         | 1975      | Sistema operativo, Cloud computing                           | Software (62 %)                | 1                       | 2 249                                            | Hotmail, Nokia Devices & Services, Skype, LinkedIn, GitHub, Activision Blizzard |

## Le comuni criticità

### Illobbying
Nel 2017 le aziende GAFAM hanno speso 50 milioni di dollari in attività di lobbying presso il governo Statunitense. Attività svolta regolarmente anche presso l’Unione europea.
Nel 2019 si sono attivate presso l'UE, in concomitanza delle elezioni europee, sulla regolamentazione delle fake news.

### L'elusione fiscale
L'elusione fiscale (da non confondere con l'evasione fiscale) non è una loro esclusiva prerogativa, e le aziende GAFAM fanno uso in Europa e nel mondo di ogni possibile strumento legale di notevole riduzione del carico fiscale. Le due modalità tipiche sono: realizzazione di complesse architetture societarie e allocazione del massimo dei ricavi nelle società localizzate in stati con aliquote molto vantaggiose. Da anni, l'ONG Oxfam monitora e raccoglie i dati e le dimensioni del problema e ne denuncia le conseguenze.

### La collaborazione con l’intelligence
Il caso PRISM dimostra la cooperazione delle multinazionali GAFAM, in qualità di collettori monopolistici del flusso di dati occidentali, con l’intelligence. 
In Russia, il fondatore di VK, Pavel Durov, denunciò le pressioni e le ingerenze dello Stato. Fu costretto a dimettersi, lasciare la Russia e fondare Telegram.

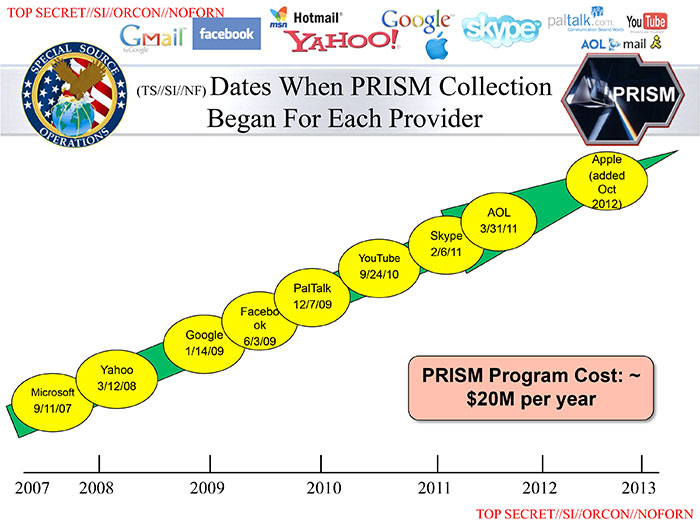
Lista delle multinazionali cooptate dal progetto PRISM secondo Edward Snowden

### Gli abusi sociopolitici
- L'enorme massa di dati personali raccolti da questi gruppi e la loro posizione dominante possono influenzare la politica di un'intera nazione, come ad esempio il caso di Cambridge Analytica. Oppure, declassare voci giudicate negativamente dal ministero della difesa statunitense, ad esempio The Intercept.[9]
- L'uso della bolla di filtraggio
- L'utilizzo del data mining

### Le pratiche anticoncorrenziali
Le GAFAM sono alcune delle società più redditizie al mondo. Operano in diversi settori e contano miliardi di utenti da tutto il mondo: Google è il motore di ricerca più utilizzato al mondo; Amazon è il principale colosso nell’e-commerce; Facebook è il social più diffuso; Apple si differenzia per aver creato un mondo chiuso, dando la garanzia di tutelare maggiormente la privacy; Microsoft è leader nel mercato dei software.
Pur trattandosi di realtà molto diverse tra loro in termini di tipologia d’impresa e di organizzazione, operano nel mercato con approcci analoghi, erigendo, in primo luogo, barriere all’ingresso per evitare l’imporsi di eventuali competitors. Ciò è reso possibile principalmente dall’accesso ai big data, che consente loro di offrire servizi a costi inferiori o addirittura gratuitamente. L’accesso a una enorme mole di dati e la capacità di profilare gli utenti, infatti, permette loro di incassare molto con le inserzioni pubblicitarie, di migliorare i propri servizi e offrirli anche gratuitamente. Pratica impossibile per qualunque competitor voglia affacciassi sui mercati di riferimento. Proprio la capacità di offrire servizi gratuiti decreta il successo delle piattaforme GAFAM, provocando una minore concorrenza sul mercato e configurando queste grandi aziende come monopoli. Inoltre, il grande potere economico permette loro di acquisire e inglobare le start up innovative che si affacciano sul mercato e che potrebbero rivelarsi potenziali concorrenti.
Pur non adottando pratiche palesemente illegali, queste aziende in diverse occasioni sono state accusate di alterare il mercato e la libera concorrenza: “Si tratta principalmente di pratiche quali abuso di posizione dominante, fusioni e acquisizioni che ledono il principio di libera concorrenza, contro le quali sembrano non funzionare neanche le milionarie, talvolta miliardarie, sanzioni comminate negli ultimi anni dall’Antitrust”.

## Acronimi per aree etnografiche differenti
Per le zone ad influenza cinese, si utilizza l'acronimo BATX, ovvero Baidu, Alibaba, Tencent, Xiaomi. Nel mondo russo, il monopolio si è instaurato ad opera di industrie quali Yandex e Vkontakte.
Nell'area etnogeografica dell'America latina, si guarda alla presenza di Hi5.